# Ð
Ð (majuskel), ð (minuskel) er et bogstav, der ikke kendes fra dansk, men bruges i visse fremmede person- og stednavne. Bogstavet bruges på vestoldnordisk (norrønt) og oldengelsk (angelsaksisk) samt i nutiden på islandsk (eð) og færøsk (edd) samt på samisk.
- På islandsk er det et "blødt" d som det engelske th i father og det danske d i fader (den danske lyd er dog en approksimant, hvor den engelske og islandske er en spirant, dvs. udtales med friktion). Det samme er tilfældet på samisk.
- På færøsk er det – ligesom g mellem vokaler – stumt,[1] men opretholdes i skriften af etymologiske grunde. I de vokalsammenstød, der sproghistorisk er opstået ved bortfald af ð og g her, forekommer til gengæld glidelydene /j/ og /v/ henholdsvis foran vokalerne i og u (dog /j/ og /w/ hvis den foregående vokal er henholdsvis i og u), f.eks. maður, "mand" = /ˈmæavur/; faðir, "fader" = /ˈfæajir/; veður, "vejr" = /ˈve:vur/; vegur, "vej" = /ˈve:vur/; suður, "syd" = /ˈsu:wur/. Glidelydende optræder imidlertid i alle vokalsammenstød, f.eks. også bláur, "blå" = /ˈblåavur/, hvorimod bogstavet kun sættes etymologisk, altså hvor der på islandsk og norrønt står ð og g. Skønt ð og g således ofte forekommer, hvor udtalen har /v/, /w/ og /j/ mellem vokaler, er disse lyde altså ikke en "udtale" af ð og g.
- Tegnet ð (minuskel) er almindeligt i lydskrift, både i den danske Dania og i den internationale IPA. I Dania betegner den netop det danske "bløde" d, dvs. en stemt laminal approksimant; i IPA betegner det den ovennævnte stemte laminale spirant.
- Et lignende bogstav er det serbo-kroatiske bogstav Đ (majuskel), đ (minuskel) (i det kyrilliske alfabet skrevet ђ). Det har imidlertid intet at gøre med ð, men udtales omtrent som dj i dansk djærv.

Tegnet er egentlig opstået i oldengelsk, hvor det er almindeligt i tekster. Det er dannet ved at gennemstrege et d (hvis øverste streg skrånede ind over bogstavet i den skriftform, der blev benyttet på det tidspunkt).
se også Ɖ (afrikansk d)